# Сорочан, Сергей Борисович
Серге́й Бори́сович Сороча́н (укр. Сергій Борисович Сорочан; род. 18 апреля 1953, Севастополь, РСФСР, СССР) — советский, украинский историк и археолог, доктор исторических наук, профессор.

## Биография
Родился в семье служащих: отец — Борис Павлович (1927-2014), мать — Нелли Фёдоровна (род. 1929). В 1970 г. окончил севастопольскую среднюю школу № 3. На протяжении 1970—1971 гг. в заповеднике «Херсонес Таврический» работал землекопом и лаборантом. С 1971 по 1976 г. проучился на историческом факультете Харьковского государственного университета им. М. Горького. В 1976—1979 гг. работал учителем истории и обществоведения в средней школе г. Липецка Харьковской области. В то же время заочно учился в аспирантуре Харьковского университета. Под научным руководством В. И. Кадеева в 1982 г. защитил кандидатскую диссертацию по теме «Торговля Херсонеса Таврического в I в. до н. э. — V в. н. э.» (защита прошла в Московском государственном университете). В 1998 г. была защищена докторская диссертация по теме «Торговля Византии IV—IX веков. Структура и организация механизмов обмена».
С 1979 г. и до сего дня работает на кафедре Истории древнего мира и средних веков исторического факультета Харьковского государственного университета (сегодня это Харьковский национальный университет им. В. Н. Каразина). В начале был преподавателем, затем старшим преподавателем (с 1982 г.). В 1988 г. им было получено звание доцента, а в 2002 г. профессора. С 1987 г. руководит археологическими экспедициями на Херсонеском археологическом памятнике (г. Севастополь, Автономная Республика Крым). С 1999 г. академик Украинской Академии исторических наук. С 2002 г. состоит в специализированном совете по защите докторских (кандидатских) диссертаций Института востоковедения им. А. Е. Крымского НАНУ, в составе экспертного совета ВАК Украины. С 2007 г. стал заведующим кафедры Истории древнего мира и средних веков Харьковского университета после В. И. Кадеева.
В 2005 г. Министерство образования и науки Украины наградила С. Б. Сорочана знаком «За научные достижения». В 2010 г. получил почётное звание «Заслуженный профессор Харьковского национального университета им. В. Н. Каразина». В 2011 г. получил Макарьевскую премию в номинации «Учебник или учебное пособие» за работу «Византия. Парадигмы быта, сознания и культуры».
Научными интересами С. Б. Сорочана являются история экономики и торговых отношений Византии и византийских колоний, история, археология и культура Античного и Средневекового Херсонеса.

## Научные работы

### Книги
- Зубарь В. М., Марченко Л. В., Сорочан С. Б. Жизнь и гибель Херсонеса. — Харьков: Майдан, 2001. — 282 с. (переизд.: Севастополь: Библекс, 2006. — 832 с.)
- Зубарь В. М., Марченко Л. В., Сорочан С. Б. Херсонес-Херсон-Корсунь. — К.: Стилос, 2003. — 240 с.
- Зубарь В. М., Сорочан С. Б. У истоков христианства в Юго-Западной Таврике: Эпоха и вера. — К., 2005. — 182 с.
- Кадеев В. И., Сорочан С. Б. Экономические связи античных городов Северного Причерноморья в I в. до н. э. — V в. н. э. (на материалах Херсонеса). — Харьков: Вища школа; Харьковский государственный университет, 1989. — 136 с.
- Кафедра истории древнего мира и средних веков Харьковского национального университета 30 лет / Авторы-составители В. И. Кадеев, С. Б. Сорочан; Отв. ред. С. Б. Сорочан. — Харьков: НТМТ, 2008. — 160 с.
- Сорочан С. Б. Византийский Херсон (вторая пол. VI — первая пол. X вв.): Очерки истории и культуры. — Харьков, 2005. — Ч. 1-2. — 1648 с.
- Сорочан С. Б. Византия IV—IX веков.: Этюды рынка. Структура механизмов обмена. — Харьков: Майдан, 2001. — 476 с.
- Херсонес Таврический в середине I в. до н. э. — VI в. н. э.: Очерки истории и культуры / Авт. кол.: В. М. Зубарь, С. Б. Сорочан, С. Д. Крыжицкий и др. — Харьков: Майдан, 2003. — 732 с.

### Учебный материал, путеводители, буклеты
- Зубарь В. М., Марченко Л. В., Сорочан С. Б. Херсонес Таврический. Краткий путеводитель по городищу. — Харьков: Библекс, 2007. — 128 с.
- Сорочан С. Б. (в соавторстве) Історія середніх віків: Навчально-методичний посібник. — Харків: ХНУ ім. В. Н. Каразіна, 2006. — 128 с.
- Сорочан С. Б. (в соавторстве) Херсонес. Буклет. — Симферополь, 2004.
- Сорочан С. Б. (в соавторстве) Херсонес. Херсон. Корсунь. Подорож через століття або екскурсія без екскурсовода. — К.: Стілос, 2002.
- Сорочан С. Б. Всесвітня історія. Програма та навчально-методичні матеріали. — Харків: Харківська державна академія культури, 1999. — 105 с.
- Сорочан С. Б. История средних веков // Историческое образование. Программы общих курсов и методические указания: для студентов дистанционной формы обучения. — Харьков, 2001. — Т. 1. — С. 94—122.
- Сорочан С. Б. Історія середніх віків (1 період). Посібник для практичних занять для студентів історичних факультетів. — Харків, 2001. — 112 с.

### Статьи в журналах и вестниках
- Берестнев С. И., Мартемьянов О. П., Сорочан С. Б. Межреспубликанская научная конференция «Проблемы археологии, древней и средневековой истории Украины» (Харьков, 1-3 марта 1995 г.) // Российская археология. — 1996. — № 4. — С. 215—219.
- Кадєєв В. І., Сорочан С. Б. Херсонес і Західний Понт: проблема контакта // Археологія. — 1989. — № 4. — С. 91—102.
- Матанцева Т. А., Сорочан С. Б. Навершие архиерейского жезла с надписью // Вестник Харьковского университета. — 1992. — № 362: История. — Вып. 25. — С. 90—96.
- Сорочан С. Б. Государственное устройство раннесредневекового Херсона и «призраки самоуправления» // Византийский временник. — 2003. — Т. 62. — С. 21—46.
- Сорочан С. Б. Економічні зв’язки Херсонеса Таврійського з заходом в I ст. до н. э. — V ст. н. э. // Археологія. — 1985. — № 50. — С. 9—18.
- Сорочан С. Б. Зовнішня торгівля Херсонеса Таврійського в I ст. до н.е. // Вісник Харківського університету. — 1980. — № 201: Історія. — Вип. 12. — С. 72—78.
- Сорочан С. Б. Імпортні світильники як джерело вивчення торговельних зв’язків Херсонеса із Східним Середземномор’ям у I—III ст. н. е. // Вісник Харківського університету. — 1978. — № 167: Історія. — Вип. 10. — С. 43—49.
- Сорочан С. Б. К вопросу о посреднической торговле в Византии VII—IX вв. // Вісник Харківського університету. — 1994. — № 385: Історія. — Вип. 28. — С. 67—76.
- Сорочан С. Б. О базилике апостола Петра и храмовом комплексе Восточной площади византийского Херсона // Византийский временник. — 2006. — Т. 65 (90). — С. 223—230.
- Сорочан С. Б. О политической роли и идейной ориентации торгово-ремесленного населения Византии в эпоху иконоборчества // Вестник Харьковского университета. — 1992. — № 363: История. — Вып. 26. — С. 92—101.
- Сорочан С. Б. Об архитектурном комплексе большой агоры византийского Херсона // Византийский временник. — 2009. — № 68 (93). — С. 170—193.
- Сорочан С. Б. Об исследованиях византийского претория IX в. в «цитадели» Херсона // Вісник ХНУ ім. В. Н. Каразина. — 2008. — № 816: Історія. — Вип. 40. — С. 64—71.
- Сорочан С. Б. Общественные афедроны византийского Херсона // Вісник ХНУ. — 2005. — № 701: Історія. — Вип. 37. — С. 166—172.
- Сорочан С. Б. Памяти Инны Анатольевны Антоновой (1928—2000) // Российская археология. — 2001. — № 2. — С. 185—187.
- Сорочан С. Б. Последний монастырский храм с баптистерием в поздневизантийском Херсоне // Вісник ХНУ ім. В. Н. Каразіна. — 2004. — № 633: Історія. — Вип. 36. — С. 210—222.
- Сорочан С. Б. Про так звані рубчасті світильники з Херсонеса // Археологія. — 1982. — № 38. — С. 43—50.
- Сорочан С. Б. Ранневизантийский сектор услуг: менялы (IV—IX вв.) // Вісник ХНУ ім. В. Н. Каразіна. — 2000. — № 458: Історія. — Вип. 32. — С. 39—48.
- Сорочан С. Б. Типологія торговельно-ремісничих асоціацій Візантії VII—IX ст. // Археологія. — 1995. — № 1. — С. 34—46.
- Сорочан С. Б. Чаша душі // Археологія. — 2001. — № 2. — С. 120—123.

### Статьи в ежегодниках и альманахах
- Сорочан С. Б. «Дело» епископа Иоанна Готского в связи с историей византино-хазарских отношений в Тавриде // Хазарский альманах. — 2003. — Т.2. — С. 77—98.
- Сорочан С. Б. Бани византийского Херсона (VI—X вв.) // Древности. 2005. — Харьков, 2005. — С. 196—211.
- Сорочан С. Б. Больница в ранневизантийском Херсоне // Древности. 2004. — Харьков, 2004. — С. 59—65.
- Сорочан С. Б. Еще раз о тудуне Херсона и статусе Боспора и Фанагории в начале VIII в. // Хазарский альманах. — К.; Харьков, 2007. — Т. 6. — С. 201—222.
- Сорочан С. Б. К вопросу об уменьшении вместимости византийских грузовых кораблей в «темные века» // Древности. 1996. — Харьков, 1997. — С. 74—82.
- Сорочан С. Б. К исторической географии Хазарии: пространственные пределы юго-западной границы в VII в. // Хазарский альманах. — К.; Харьков, 2006. — Вып. 4. — С. 57—73.
- Сорочан С. Б. Мифы и реалии херсонесского хлебного экспорта // Древности. 1994. — Харьков, 1994. — С. 68—72.
- Сорочан С. Б. О византийском принципе перенесения сакрального пространства на примере херсонского храма Богоматери Влахернской // Древности. 2009. Харьковский историко-археологический ежегодник. — Харьков: ООО «НТМТ», 2009. — Вып.8. — С. 168—178.
- Сорочан С. Б. О положении и статусе Сугдеи в VI—IX вв. // Древности. 2006—2008. Харьковский историко-археологический ежегодник. — Харьков: МД, 2008. — С. 108—124.
- Сорочан С. Б. О строительном деле как показателе развития раннесредневековой Византии // Древности. 2004. — Харьков, 2004. — С. 185—204.
- Сорочан С. Б. О торгово-экономической политике Византии в Нижнем Подунавье в VII — X вв. // Болгарский ежегодник. — Харьков — София, 1996. — Т. 2. — С. 60—78.
- Сорочан С. Б. Об opus spicatum и населении раннесредневековой Таврики // Хазарский альманах. — К.; Харьков, 2004. — Т. 3. — С. 117—159.
- Сорочан С. Б. Об opus spicatum как культуромаркирующем признаке // Български годишник. Болгарський щорічник. Болгарский ежегодник. — К., 2004. — Вип. 5. — С. 49—62.
- Сорочан С. Б. Светильник и свеча в ранней Византии, или две эпохи осветительных приборов // Древности. 1997—1998. — Харьков, 1999. — С. 101—114.
- Сорочан С. Б. Случайность или система? Раннесредневековый византийский «меркантилизм» // Древности. 1995. — Харьков, 1995. — С. 122—132.

### Статьи в сборниках
- Вус О. В., Сорочан С. Б. Ранневизантийские бурги на побережье Таврики и Европейского Боспора (к вопросу о военном присутствии римлян в Юго-Восточном Крыму в IV—VI вв.) // Византийская мозаика»: Сборник публичных лекций Эллино-византийского лектория при Свято-Пантелеимоновском храме / Ред. проф. С. Б. Сорочан; сост. А. Н. Домановский. — Вып. 9. — Харьков: Майдан, 2021. — С. 162—198.
- Зубарь В. М., Сорочан С. Б. Новый погребальный комплекс II—IV вв. н. э. и экономическое развитие Херсонеса // Античная культура Северного Причерноморья в первые века н. э. — К., 1986. — С. 101—129.
- Крупа Т. Н., Сорочан С. Б. О баптистерии при трехапсидной церкви в цитадели: открытие, исследование, сохранение // Дриновський збірник. Дриновский сборник. — Харків; Софія: Академ. вид-во ім. проф. М. Дринов, 2009. — Т. 3. — С. 419—422.
- Лиман С. И., Сорочан С. Б. Византия в трудах историков Новороссийского (Одесского) университета (середина 60-х — первая половина 80-х гг. XIX в.) // Дриновський збірник. Дриновский сборник. — Харків; Софія: Академ. вид-во ім. проф. М. Дринов, 2009. — Т. 3. — С. 308—326.
- Лиман С. И., Сорочан С. Б. Деятельность императора Юстиниана I в оценках исследователей украинских земель Российской империи (1804—1885 гг.) // Власть, общество и Церковь в Византии: Сборник научных статей / Отв. ред. С. Н. Малахов. — Армавир, 2007. — С. 239—257.
- Сон Н. А., Сорочан С. Б. Античные светильники из Тиры // Античные древности Северного Причерноморья. — К., 1988. — С. 115—133.
- Сорочан С. Б. «Carceras habitateris»? Положение Херсона во второй половине IX в. // Боспорские исследования. — Симферополь, 2003. — Вып. 3. — С. 73—130.
- Сорочан С. Б. Боспор как византийско-хазарский кондоминиум // Боспор Киммерийский и Понт в период античности и средневековья. — Керчь, 2001. — С. 145—150.
- Сорочан С. Б. Византийский преторий IX в. в «цитадели» Херсона // СТРАТНГОС. Сборник статей в честь Владимира Васильевича Кучмы / Отв. ред. С. Н. Малахов. — Армавир, 2008. — С. 167—173.
- Сорочан С. Б. Гробничное дело в византийском Херсоне (VI—X вв.) // Боспорские исследования. — Симферополь, 2005. — Вып. 9. — С. 159—211.
- Сорочан С. Б. Зачарованный клад. Еще раз о локализации Фул (Фулл) // Античная древность и средние века. — Екатеринбург, 2003. — Вып. 33. — С. 71—79.
- Сорочан С. Б. К вопросу о датировке и интерпретации Херсонского загородного монастыря Богоматери Влахерской // Херсонесский сборник. — 2003. — Вып. 13. — С. 211—232.
- Сорочан С. Б. К вопросу о датировке раннего и позднего храма Богоматери Влахернской в византийском Херсоне // Laurea. К 80-летию проф. В. И. Кадеева. — Харьков: Константа, 2007. — С. 158—168.
- Сорочан С. Б. Мартирий Воскрешения, или еще раз о херсонесском склепе на земле Н. И. Тура // Античная древность и средние века. — Екатеринбург, 2006. — Вып. 37. — С. 140—154.
- Сорочан С. Б. О дуках византийской Таврики и их моливдулах // Сугдейский сборник. — К.; Судак, 2008. — Вып. 3. — С. 200—216.
- Сорочан С. Б. О положении церкви в Крыму в VII—IX вв. // Бахчисарайский историко-археологический сборник. — Симферополь: Таврия-Плюс, 2001. — С. 328—336.
- Сорочан С. Б. О торговле Херсонеса Таврического в середине I в. до н. э. — III в. н. э. // Боспорские исследования. — Симферополь, 2004. — Вып. 7. — С. 183—207.
- Сорочан С. Б. О храме Св. Апостолов и епископальном архитектурном комплексе на северо-восточном берегу византийского Херсона // Сугдейский сборник. — К.; Судак: Академпериодика, 2006. — Вып. 2. — С. 328—356.
- Сорочан С. Б. О храме Созонта, «доме св. Леонтия» и Мартиргии св. Василия в раннесредневековом Херсоне // Античная древность и средние века. — 2003. — Вып. 34. — С. 146-173.
- Сорочан С. Б. Об агоре византийского Херсона, её церквах и палатиях // Бахчисарайский историко-археологический сборник. — Симферополь: Антиква, 2008. — Вып. 3. — С. 91—114.
- Сорочан С. Б. Об архитектурном комплексе фемного претория в византийском Херсоне // Античная древность и средние века. — Вып. 35. — Екатеринбург, 2004. — С. 108—121.
- Сорочан С. Б. Око и щит империи. Херсон к концу правления Юстиниана І и при его ближайших преемниках // Боспорские исследования. — Симферополь; Керчь, 2004. — Вып. 5. — С. 320—361.
- Сорочан С. Б. Понятие «прибыль» и размеры торгово-ремесленных доходов в раннесредневековой Византии // Античный мир. Византия: К 70-летию профессора Владимира Ивановича Кадеева. — Харьков, 1997. — С. 300—319.
- Сорочан С. Б. Раннесредневековый Херсон и «признаки самоуправления» // Херсонесский сборник. — 2003. — Вып. 12. — С. 301—327.
- Сорочан С. Б. Сугдея в «темные века» // Сугдейский сборник. — 2004. — С. 333—347.
- Сорочан С. Б. Экономические связи Херсонеса со скифо-сарматским населением Крыма в I в. до н. э. — V в. н. э. // Античные государства и варварский мир. — Орджоникидзе, 1981. — С. 26—37.
- Сорочан С. Б. Экономические связи Херсонеса Таврического с Боспором в I в. до н. э. — V в. н. э. // Боспор Киммерийский, Понт и варварский мир в период античности и средневековья. — Керчь, 2002. — С. 223—225.
- Sorochan S. B. Building Business as a Parametr of Development of the Early Middle Byzantium // XXe Congress International des Etudes Byzantins. — Paris, 2001. — Bd. 3. — P. 201.
- Sorochan S. B. Light, Fire in Early Byzantium Empire // Fire, Light and Lighte equipment in the Graeco-Roman World / Ed. D. Zhuravlev. — Oxford, 2002. — P. 111—119.
- Sorochan S. B. On the Problem of the Social Stratification of Merchants in the Byzantine Empire of the Seventh-Ninth Centuries // Acts 18th Internetional Byzantine Congress, Selected Papers: Main and Communications, Moscow, 1991. Vol. 2: History, Archaeology, Religion and Theory. — Sheperdstown, 1996. — Р.110—116.